# Горячий снег (роман)
Горячий снег — роман Юрия Бондарева 1970 года, действие которого разворачивается под Сталинградом в декабре 1942 года. В основе произведения лежат реальные исторические события — попытка немецкой группы армий «Дон» фельдмаршала Манштейна деблокировать окруженную под Сталинградом 6-ю армию Паулюса. Сражение, описанное в романе, решило исход всей Сталинградской битвы. Режиссёром Гавриилом Егиазаровым по роману был поставлен одноимённый фильм.

## Сюжет
Двум артиллерийским взводам под командованием командира батареи лейтенанта Дроздовского (взводами командуют сокурсники по артиллерийскому училищу — лейтенанты Кузнецов и Давлатян), переданным в качестве противотанкового усиления стрелковому полку майора Черепанова и отдельному танковому полку Хохлова (в качестве резерва), предстоит выполнить приказ командующего — закрепиться на рубеже реки Мышкова с тем, чтобы сдерживать атаку немецких танковых дивизий Манштейна, рвущихся на выручку к окруженной в районе Сталинграда армии Паулюса (57-й танковый корпус в составе четырёх дивизий, в том числе двух танковых в 400—450 немецких танков). Вся артиллерия начальника артиллерии армии генерала Ломидзе, за исключением армейской, приказом командующего передаётся порядкам пехоты для отражения наступления немецких танков.
После боя от взвода Кузнецова осталось три человека, не считая его самого, и одно орудие. Бойцы отражают натиск танков вермахта более суток. Они попадают в окружение, остаются всего с 7 снарядами, которые удалось найти возле раздавленной танком второй пушки. Но артиллеристы смогли продержаться до того момента, когда советские войска перешли в контрнаступление и отбросили немцев.
На фоне сражения раскрываются непростые отношения между двумя лейтенантами — совершенно разными по характеру людьми. Лейтенант Дроздовский грезит подвигами, хочет стать героем. Но в итоге героем сражения суждено стать не ему, а Кузнецову.
Одновременно ведется повествование о людях, непосредственно не участвовавших в сражении, но имеющих к нему прямое отношение — командующем армией генерале Бессонове, дивизионном комиссаре Веснине, болеющем душой за своих подчинённых, ещё недавно бывшем командиром батальона командире дивизии полковнике Дееве, начальнике контрразведки полковнике Осине. Люди из «разных миров» — кадровые военные и политработник — оказываются в одной упряжке, сближенные общей ответственностью за исход битвы.

## Дополнительная информация
В 2013 году роман был включён в список «100 книг», рекомендованных школьникам Министерством образования и науки РФ для самостоятельного чтения.